# Edmond Leburton
Edmond Jules Isidore Leburton (Lantremange, Waremme; 18 de abril de 1915-Waremme, 18 de junio de 1997) fue un político belga, cuadragésimo tercer primer ministro de su país. También ejerció como presidente de la Cámara de Representantes y del Congreso Nacional Valón. Fue muy criticado por no saber hablar neerlandés.